# Неприятности случаются
«Неприятности случаются» (англ. Accidents Happen) — англо-австралийская комедийная драма 2009 года, снятая режиссёром Эндрю Ланкастером. Премьера фильма состоялась на Международном кинофестивале в Торонто в 2008 году. 23 апреля 2009 года фильм был показан на Кинофестивале Трайбека, а в июне на Международном кинофестивале в Сиднее. Позднее, в октябре, он был показан на Кинофестивале в Филадельфии, фестивале Cinéma des Antipodes и Кинофестивале в Ситжесе.

## Сюжет
После ужасной семейной трагедии 15-летний Билли Конвей стал фактически настоящим связующим звеном между своей саркастичной матерью, отрешённым братом и отцом-стоиком. Билли тревожит такая ситуация, а когда он начинает действовать, все изменяется для него и его семьи. Неприятности случаются чаще, чем это могло бы быть, сопровождая его и его окружение на каждом шагу…

## В ролях
- Джина Дэвис — Глория Конвей[1]
- Харрисон Гилбертсон — Билли Конвей
- Гарри Кук — Ларри Конвей
- Джоэль Тобек — Рэй Конвей
- Айви Латимер — Линда Конвей[1]
- Себастьян Грегори — Дуг Пост[1]
- Сара Вудс — Дотти Пост[1]
- Эрик Томсон — Боб[1]
- Ребекка Мэсси — Луиза
- Морган Гриффин — Катрина Пост[6]
- Трой Плэнет — Тани Пост
- Вива Бьянка — Бекки

## Критика
Фильм получил смешанные отзывы кинокритиков. На сайте Rotten Tomatoes фильм имеет рейтинг 60 % на основе 10 рецензий со средним баллом 5,5 из 10. Рассел Эдвардс из Variety написал: «Неудачи в стиле Джона Ирвинга и вымученная ирония не в состоянии поддерживать драматизм или последовательность».